# فرودگاه لشوت
فرودگاه لشوت  (به انگلیسی: Lachute Airport) یک فرودگاه همگانی است که یک باند فرود آسفالت دارد و طول باند آن ۱۲۱۶ متر است. این فرودگاه در کشور کانادا قرار دارد و در ارتفاع ۶۷ متری از سطح دریا واقع شده است.